# Villanueva de Viver
Villanueva de Viver es un municipio de la Comunidad Valenciana, España. Pertenece a la comarca del Alto Mijares, en la provincia de Castellón. Cuenta con una población de 98 habitantes (INE 2024). Se trata de un municipio hispanófono, en el que el español cuenta con el predominio lingüístico reconocido legalmente.

## Geografía

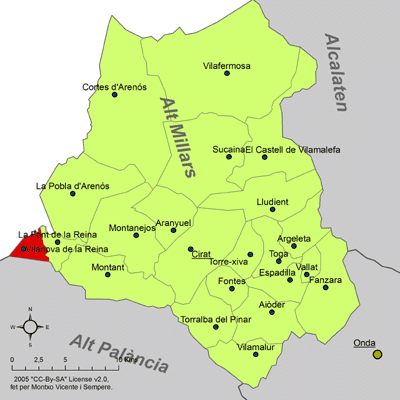
Localización de Villanueva de Viver respecto a la comarca del Alto Mijares

Está situado en el sector septentrional de la comarca del Alto Mijares, ya en el límite con la provincia de Teruel, Aragón.
Se accede a esta localidad desde Castellón de la Plana a través de la CV-20 para enlazar con la CV-207.
Son localidades limítrofes Fuente la Reina y Caudiel, ambas de la provincia de Castellón y San Agustín de la provincia de Teruel.
El jueves 23 de marzo, mucho antes de la época estival, comenzó un incendio en el término municipal de Villanueva de Viver que afectó a numerosos municipios de la España Vaciada y a las provincias de Castellón y Teruel. Fueron desalojados varias localidades de la comarca del Alto Mijares, entre ellas La Alquería de Montanejos, La Artejuela, Montán,  Arañuel, Fuente la Reina, Puebla de Arenoso. También se desalojó a vecinos de la provincia de Teruel, entre otras, las poblaciones de San Agustín y Olba. La voracidad de las llamas supuso la intervención de la Unidad Militar de Emergencia (UME). Se utilizaron muchos medios, entre ellos drones, para detectar el avance del incendio, que puso en peligro el parque natural de la sierra de Espadán.

## Historia

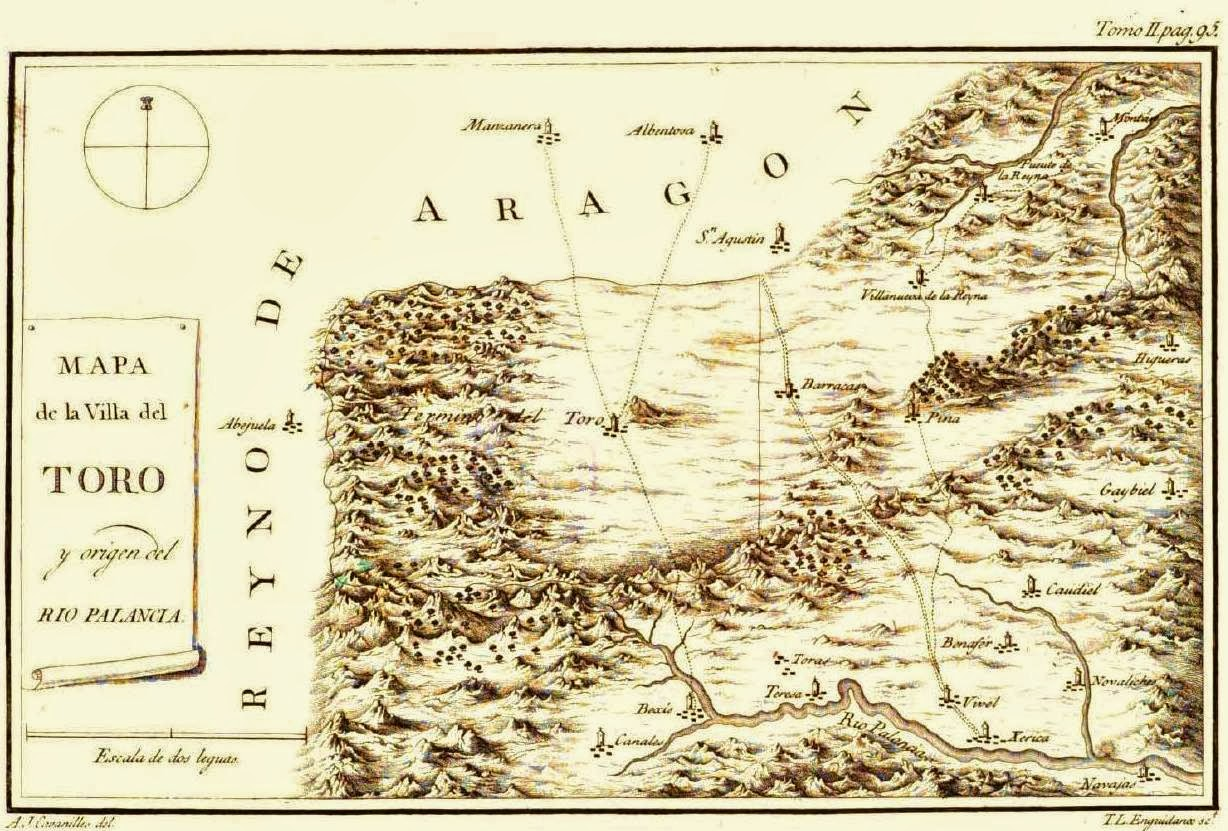
Mapa del Alto Palancia en las Observaciones de Cavanilles

Existen vestigios de un poblado ibero en una de las laderas que delimitan el barranco que discurre cerca de la población.
Hasta la reforma de la nomenclatura municipal de 1916 el municipio se llamaba Villanueva de la Reina. En dicha fecha su nombre fue modificado por el de Villanueva de Viver. El nombre de Villanueva de la Reina hacía referencia a la muerte de la reina Leonor de Portugal, el 30 de octubre de 1348, que tuvo lugar por sus proximidades, a consecuencia de la peste. En 1368 fue repoblada por cristianos y pasó a depender de la baronía de Jérica.

## Demografía
Villanueva de Viver cuenta con una población de 98 habitantes (INE 2024).
| Gráfica de evolución demográfica de Villanueva de Viver entre 1842 y 2021 |
| |
| Población de derecho según los censos de población del INE Población de hecho según los censos de población del INEEn estos censos se denominaba Villanueva de la Reina: 1842, 1860, 1877, 1887, 1897, 1900 y 1910. En este censo se denominaba Villanueva: 1857. |

| 1990 | 1992 | 1994 | 1996 | 1998 | 2000 | 2002 | 2004 | 2005 | 2007 | 2019 | 2023 |
| ---- | ---- | ---- | ---- | ---- | ---- | ---- | ---- | ---- | ---- | ---- | ---- |
| 129  | 115  | 97   | 95   | 88   | 79   | 75   | 71   | 73   | 73   | 61   | 122  |

## Administración
| Periodo   | Nombre                      | Partido |
| --------- | --------------------------- | ------- |
| 1979-1983 | Lorenzo Colás Rufanges      | PP      |
| 1983-1987 | Genaro Villanueva Tarrasón  | PP      |
| 1987-1991 | Agustín Soriano Villalba    | PP      |
| 1991-1995 | Manuel Benajas Gil          | PP      |
| 1995-1999 | Pablo Eliseo Villalba Colás | PP      |
| 1999-2003 | Pablo Eliseo Villalba Colás | PP      |
| 2003-2007 | Agustín Soriano Villalba    | PP      |
| 2007-2011 | Agustín Soriano Villalba    | PP      |
| 2011-2015 | Agustín Soriano Villalba    | PP      |
| 2015-2019 | Agustín Soriano Villalba    | PP      |
| 2019-2023 | María Amparo Pérez Benajas  | PP      |
| 2023-act. | Reinaldo Pastor Gasco       | PSOE    |

## Monumentos

### Monumentos religiosos
- Iglesia parroquial. Dedicada a San Francisco de Asís.
- Ermita de San Martín.

### Monumentos civiles
- Casa consistorial. Edificio de interés arquitectónico.

## Fiestas
Las fiestas patronales son en honor de San Martín y Santa Bárbara. Se celebran del 20 al 25 de agosto, con diversos actos como por ejemplo, la feria de la miel y productos agrícolas, Toros (incluido el toro embolado), el encierro infantil y actuaciones de orquestas y Discomovil.